# Robert Žbogar
Robert Žbogar, född 6 mars 1989, är en slovensk simmare.
Žbogar tävlade för Slovenien vid olympiska sommarspelen 2012 i London, där han blev utslagen i försöksheatet på 200 meter fjärilsim. Vid olympiska sommarspelen 2016 i Rio de Janeiro blev Žbogar också utslagen i försöksheatet på 200 meter fjärilsim.